# Duomo di Utrecht
Il duomo di San Martino è il principale edificio religioso della città di Utrecht, nei Paesi Bassi. Dedicata a san Martino di Tours è stata la cattedrale cattolica dell'arcidiocesi di Utrecht fino al 1580, quando passò al culto protestante.
Rappresenta uno dei migliori esempi dell'architettura gotica dei Paesi Bassi, costruita in uno stile di diretta derivazione francese.
La sua torre, con i suoi 112,32 metri d'altezza, è il campanile più alto del paese e il simbolo stesso della città.

## Storia e descrizione

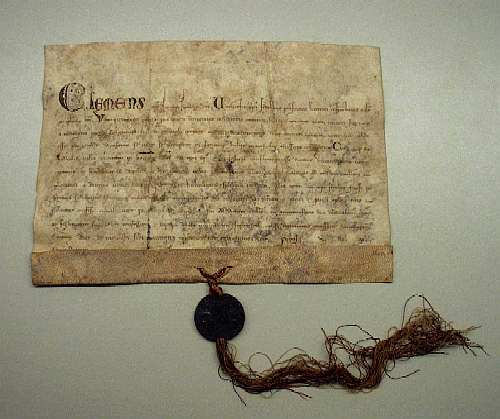
Approvazione del 1265 di papa Clemente IV per la concessione di indulgenze a chi avesse contribuito per la costruzione del duomo (fonte: L'Archivio di Utrecht).

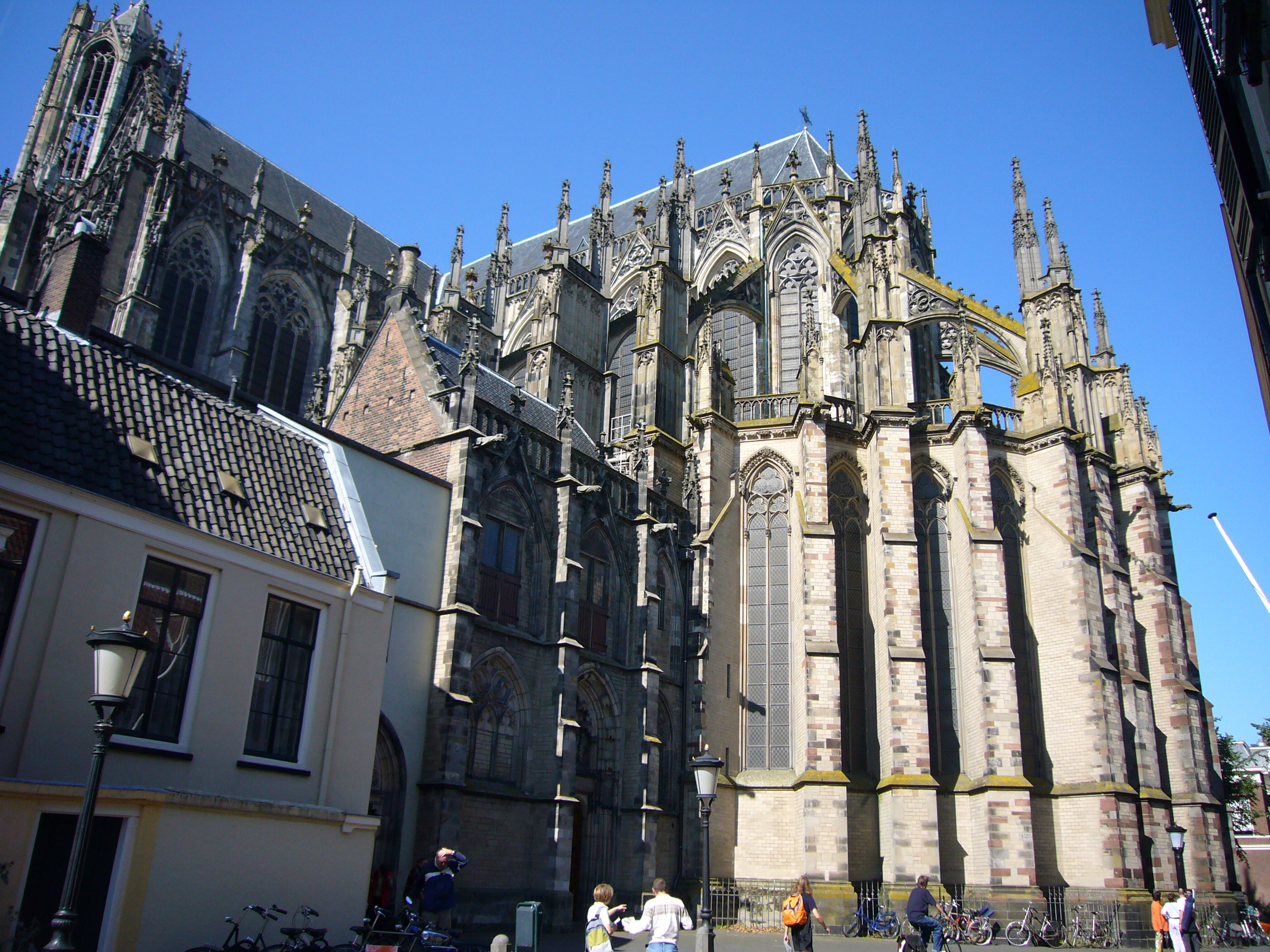
Veduta del coro.

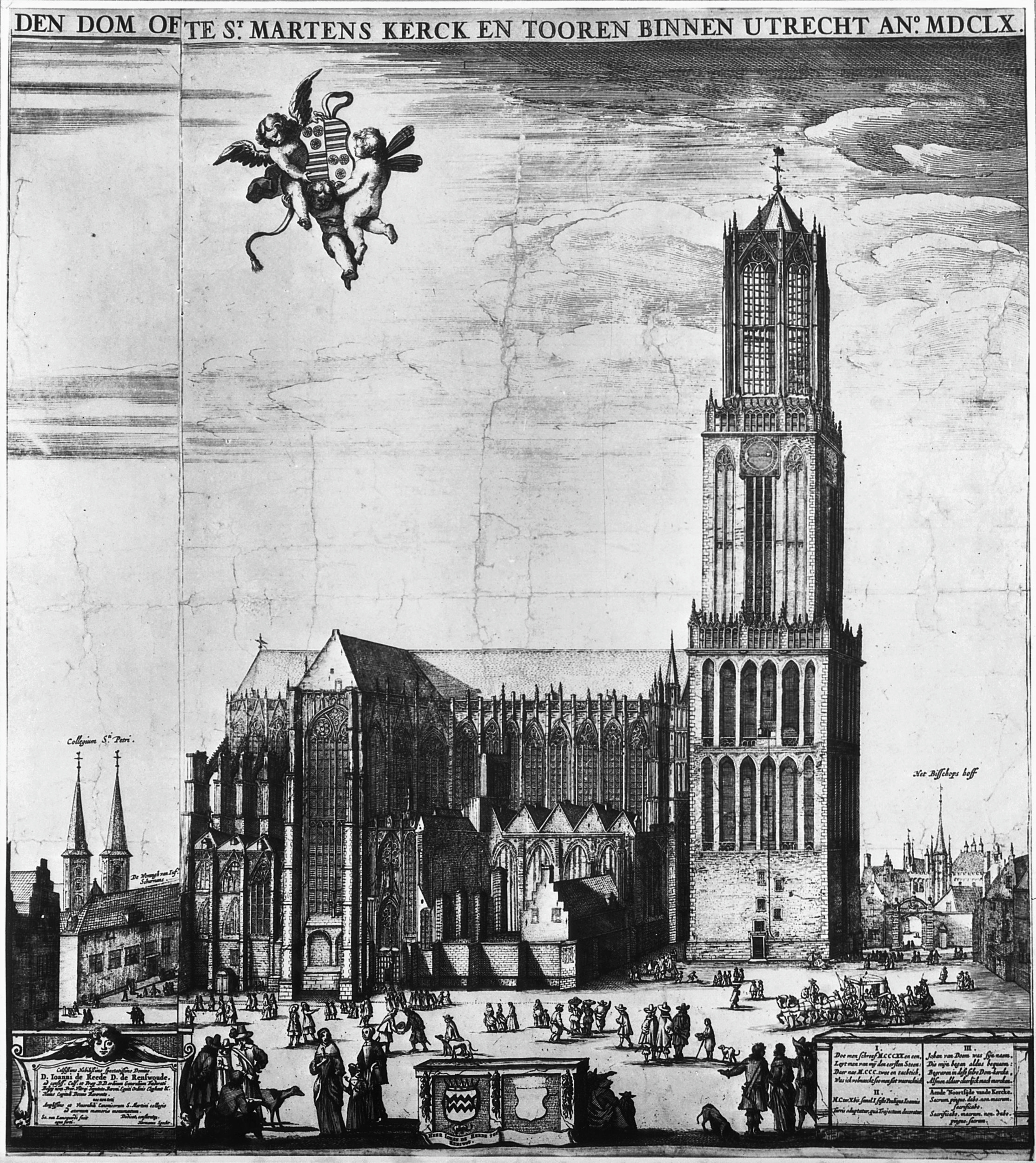
Veduta della chiesa nel 1660.

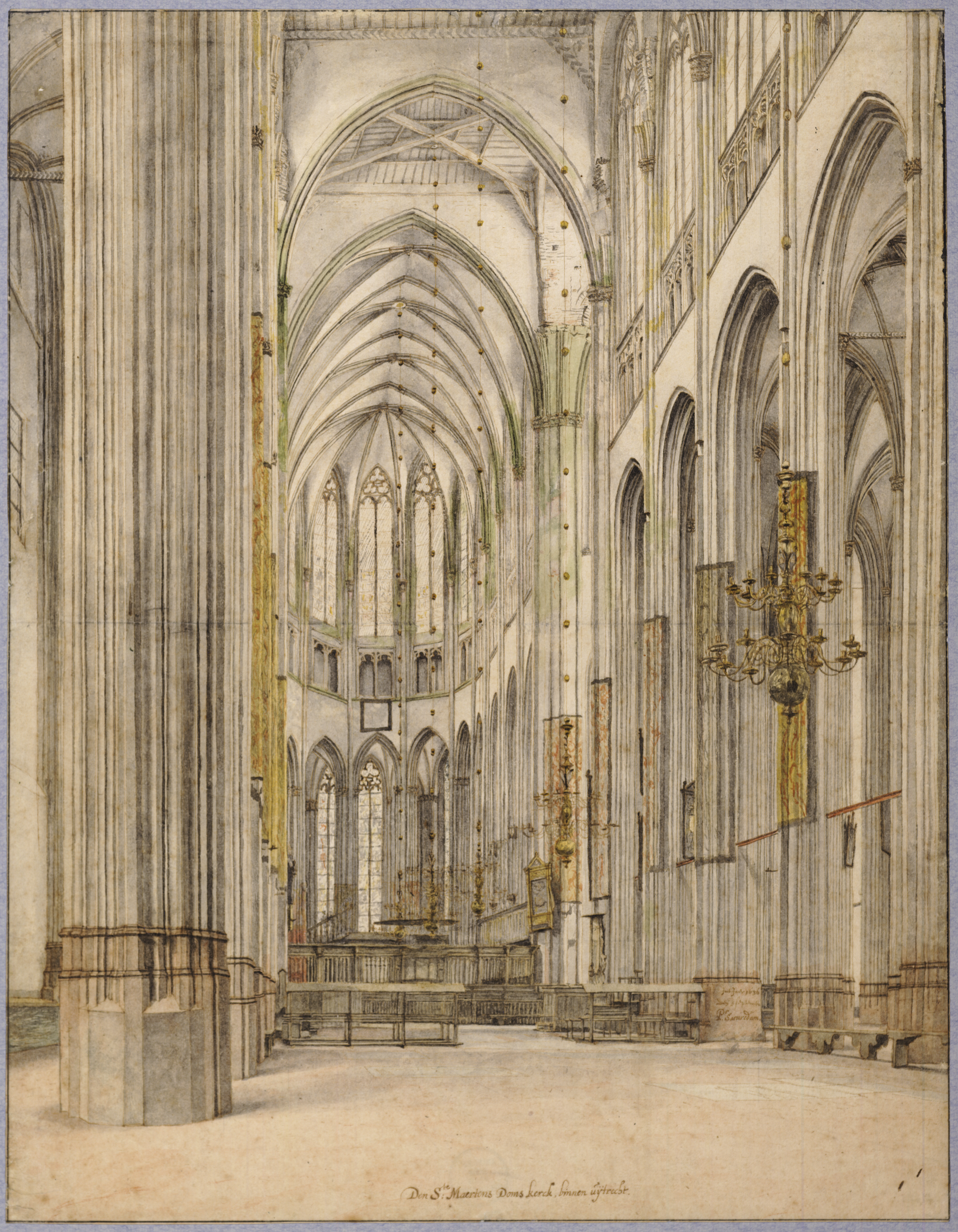
Il duomo nel 1636 da una stampa di Pieter-Jansz Saenredam.

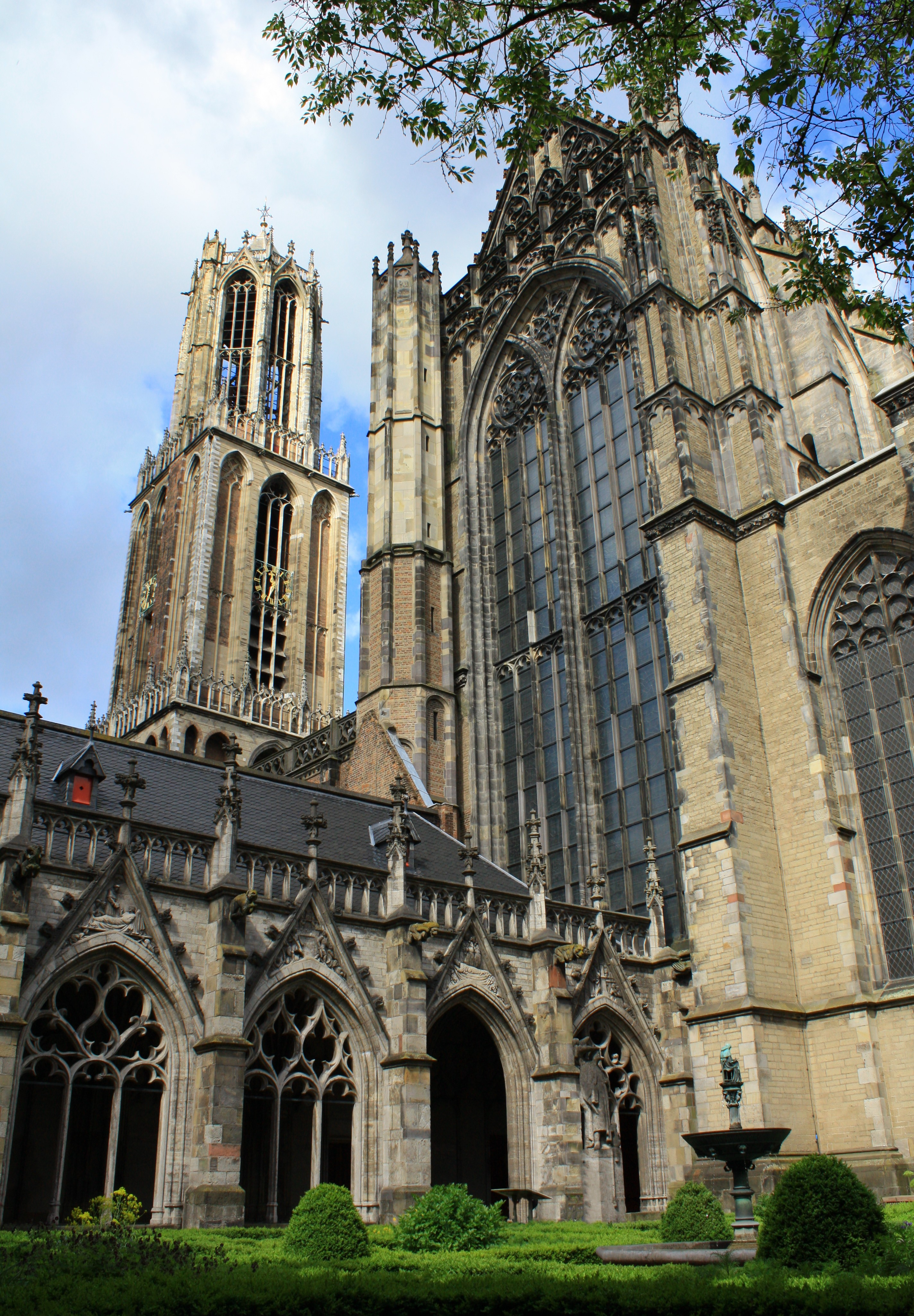
Veduta con il chiostro, la torre e la facciata del transetto meridionale.

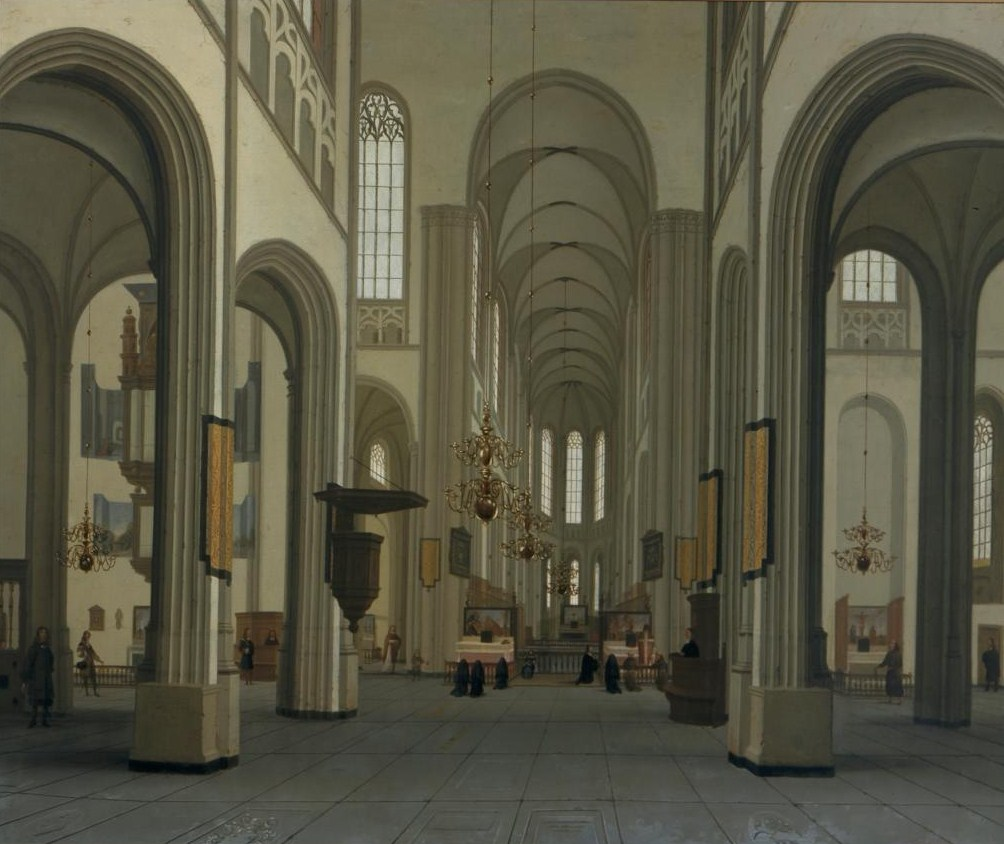
L'interno del duomo nel 1672 dopo l'Iconoclastia.

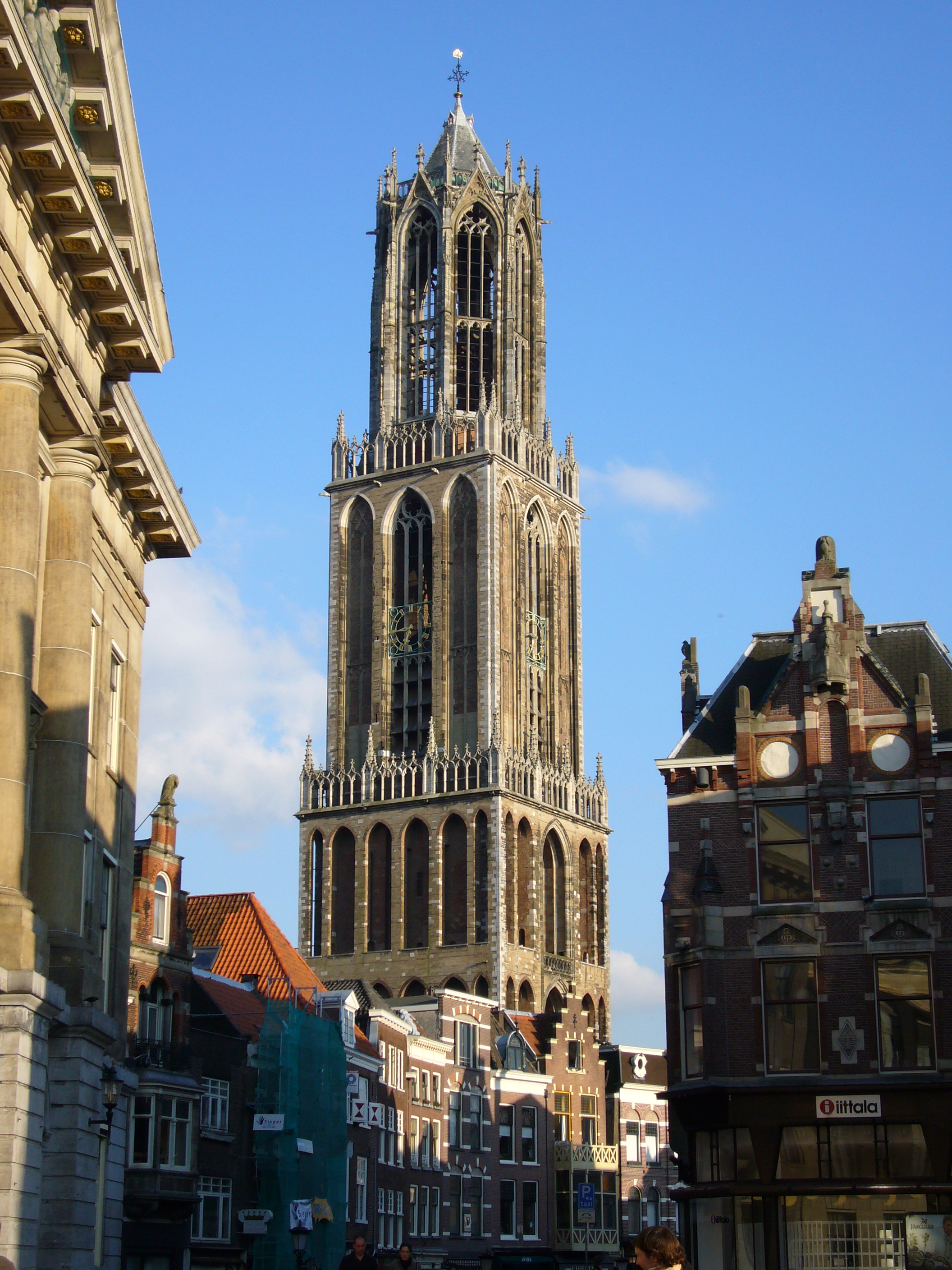
La torre del duomo

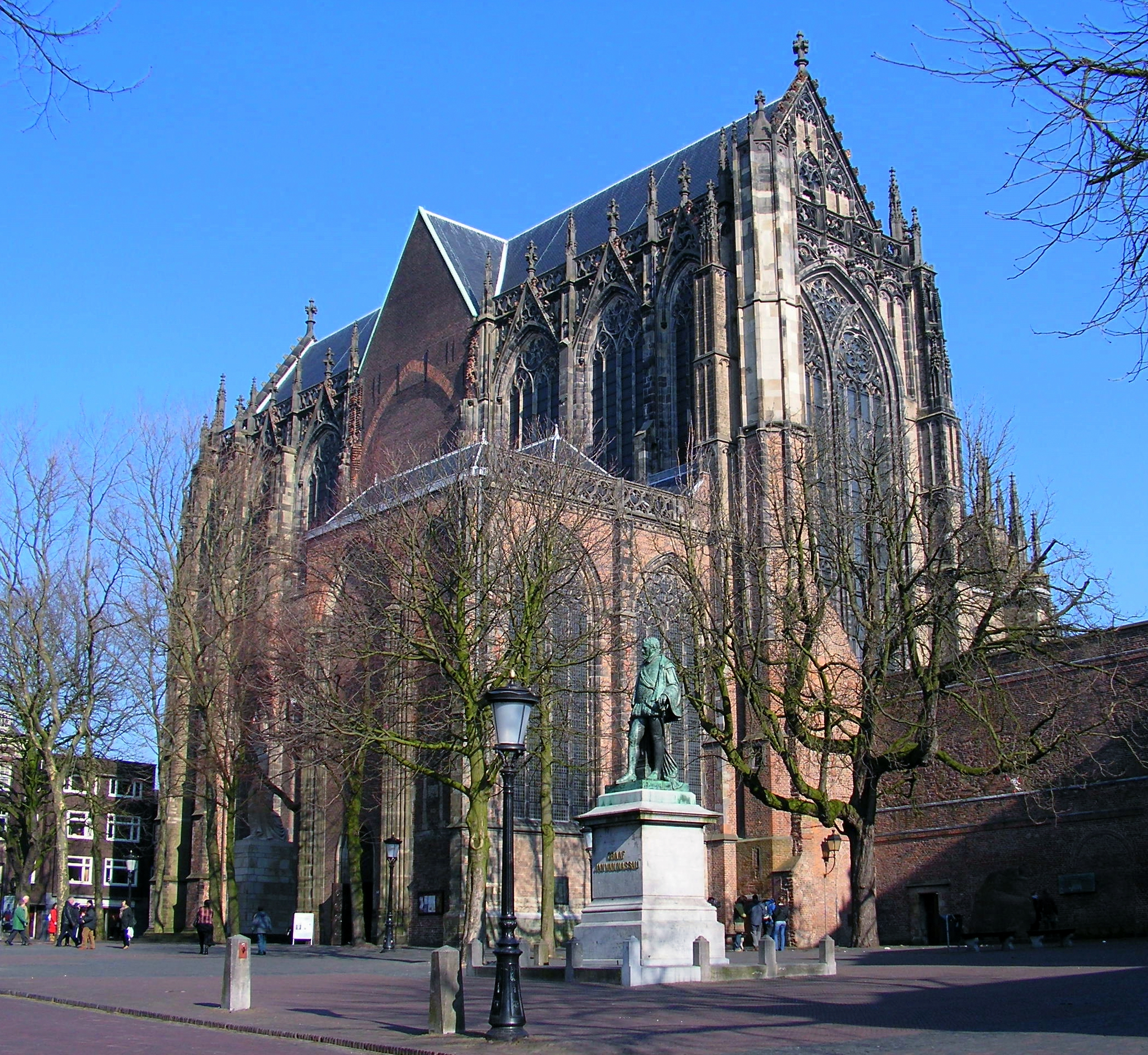
Il duomo oggi, dopo il crollo del piedicroce.

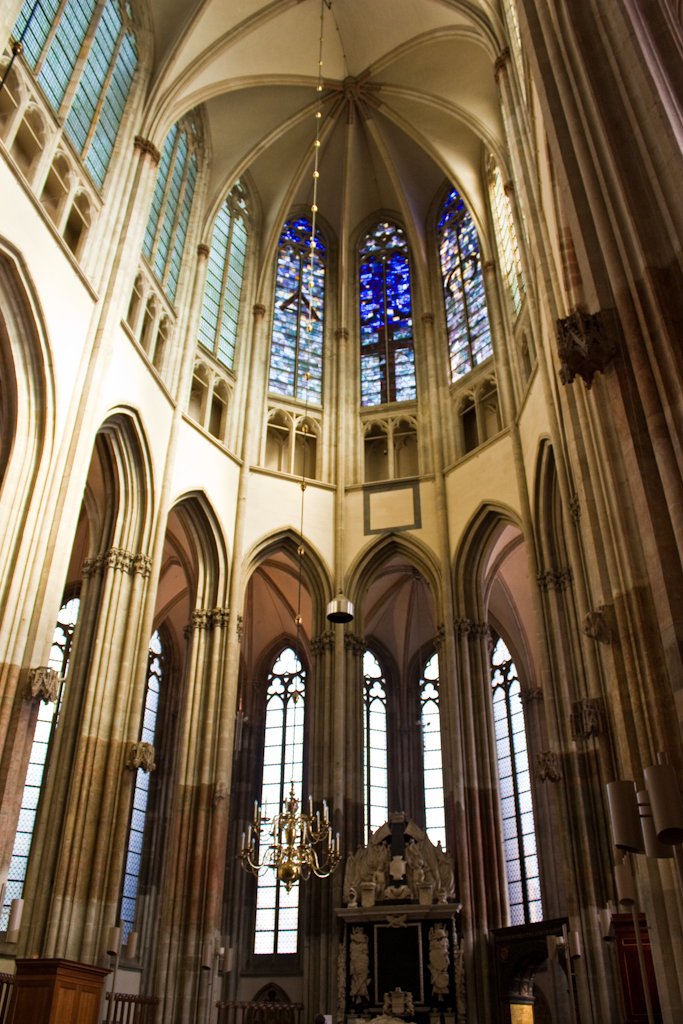
L'interno del coro.

### Origini
Il clero franco eresse una prima cappella sul luogo, già dedicata a san Martino di Tours, intorno al 630, con il patrocinio dei re merovingi. Questo edificio tuttavia venne distrutto poco tempo dopo da un attacco dei Frisoni. San Villibrordo, detto l'Apostolo della Frisia, eresse una nuova cappella sul luogo, che venne a sua volta distrutta da una delle numerose incursioni normanne nel IX secolo.
Il secolo successivo il vescovo Balderico ricostruì nuovamente l'edificio, che divenne la chiesa principale del luogo, retto da un capitolo di canonici a cui fu concesso nel 999 dall'imperatore Ottone III del Sacro Romano Impero il diritto di commerciare birra gruit.

### Il duomo di Adalboldo
Successivamente la chiesa venne più volte distrutta da incendi e in seguito sempre ricostruita. Un bizzarro edificio in stile romanico venne eretto dal vescovo Adalboldo II e consacrato nel 1023. Si presentava come un agglomerato di cinque chiese disposte a forma di croce, chiamato comunemente Kerkenkruis o duomo di Adalboldo. Nel 1039 vi vennero seppellite le viscere di Corrado II il Salico, morto in città.
Anche questa chiesa subì i danni di un grande incendio, scoppiato nel 1253, che devastò gran parte di Utrecht.

### Il duomo gotico

#### XIV e XV secolo
Fu allora, nel 1254, che il vescovo Hendrik van Vianden, già decano della cattedrale di Colonia, decise la costruzione di una nuova e maggiore chiesa, l'attuale duomo gotico. Pose la prima pietra nello stesso anno, ma il cantiere non si avviò subito, a causa della ricerca dei fondi necessari. 
Nel 1265 papa Clemente IV concesse un'indulgenza ai fini della costruzione, ma i lavori iniziarono solo nel 1288 dopo i piani finanziari operati dal vescovo Jan van Nassau, e si protrassero fino al XVI secolo.
Il progetto prevedeva una planimetria a croce latina, con transetto e coro a deambulatorio con cappelle radiali poco profonde. L'ispirazione sembra trovare influssi dalle cattedrali di Tournai e di Soissons, ma mostra delle affinità anche con il duomo di Colonia, tanto da far pensare un operato dell'architetto Gerhard di Colonia.
Il cantiere iniziò con l'elevazione dei pilastri a fascio del coro, terminati intorno al 1295, e si proseguì con quelli dalla navata sud del deambulatorio che tuttavia presenta già una variazione del piano originale, atto ad ampliare gli spazi, e provato dall'utilizzo di pilastri differenti, senza capitelli. Uno dei più antichi esempi di applicazione di pilastri di questo tipo. Questa porzione della cattedrale fu completata intorno al 1320 e si continuò con l'elevazione del deambulatio nord e la relativa sacrestia, eseguiti in uno stile più sobrio entro il 1350. 
Contemporaneamente, dal 1321, si intraprese l'erezione della torre-portico sulla facciata, a base quadrata e composta da tre piani rastremati.
Il primo architetto della torre era Jan d'Hainaut, succeduto dal liegese Godijn van Dormael che eresse il secondo livello, e da Jan van den Doem, a cui si deve il tiburio ottagonale composto da grandi polifore gotiche, fortemente ispirato alla torre della Cattedrale di Friburgo in Brisgovia, che lo portò a termine nel 1382.
Solo dopo il completamento della torre si poté finalmente porre mano al cleristorio e alle volte del coro, realizzati negli ultimi decenni del XIV secolo e tuttavia non alti come originariamente previsto. Nello stesso periodo vennero realizzati il portale di sud-est e i bracci orientale e meridionale del chiostro, a destra del coro. L'edificio è stato successivamente condotto dagli architetti Jan van den Doem e Aernt Bruun, ma poco dopo il 1400 i lavori si arrestarono.
Con il vescovo Rudolf Diepholt e i suoi successori fino a David di Borgogna si ebbe un nuovo impulso alla costruzione. Il transetto con la Cappella di Rudolf Diepholt, il braccio occidentale del chiostro la grande e piccola sala capitolare, vennero eretti fra il 1440 e il 1479 dall'architetto Jacob van der Borch.
La navata romanica del duomo di adalboldo venne allora demolita e dal 1485 Cornelis de Wael eresse il piedicroce in stile gotico fiammeggiante. Come il capitolo di San Salvatore aveva imposto fin dal XIV secolo diritto di passaggio a est della torre, si previde di collegare il piedicroce al campanile attraverso un breve ponte aereo.

#### La crisi del XVI secolo
Tuttavia dal 1515 i finanziamenti si ridussero progressivamente e nel 1517 il cantiere si fermò. Il transetto rimase con una copertura lignea al posto delle volte in pietra, e del piedicroce, erano state erette solo le prime tre campate, inoltre si ridussero i contrafforti e gli archi rampanti atti al sostegno delle strutture architettoniche.
Nel 1528 nella sala capitolare l'imperatore Carlo V si proclama Signore di Utrecht, a discapito del vescovo. Nel 1546 Carlo V indice l'incontro annuale dei Cavalieri del Toson d'Oro nel coro del duomo.
Nel 1559 Utrecht viene elevata ad arcivescovado e si procede all'allestimento di un nuovo mobilio interno, finanziato anche con la vendita del tesoro della chiesa. Ma nel frattempo i riformati accrescono man mano il loro potere e la resistenza contro gli Spagnoli si fece sempre più forte, tanto che il 23 gennaio 1579 le province settentrionali dei Paesi Bassi si uniscono e firmano nella sala capitolare la famosa Unione di Utrecht, base per la nascitura Repubblica delle Sette Province Unite.

#### Protestantesimo
Nel 1566 gran parte dei Paesi Bassi fu attraversata dalla furia del Beeldenstorm, una campagna iconoclasta giustificata con la convinzione tipicamente calvinista che le statue nelle chiese fossero immagini idolatriche, che devono essere distrutte. Anche il duomo di Utrecht venne fortemente colpito, tanto che perse tutto l'apparato decorativo sia all'esterno, sia soprattutto all'interno.
Nel 1580 il governo della città di Utrecht consegnò definitivamente il duomo ai calvinisti. Da allora in poi fu sede di culti protestanti, con la sola breve parentesi dell'invasione francese dei Paesi Bassi da parte di Luigi XIV del 1672-73, quando le messe cattoliche tornarono ad essere celebrate nella vecchia cattedrale. Un anno dopo la ritirata francese, il piedicroce, ancora incompiuto e non sufficientemente supportato, crollò il 1º agosto 1674, a causa di una violenta tempesta che causò anche un tornado nella regione di Utrecht.
Anche dopo la Riforma la Chiesa cattolica rimase comunque presente negli animi di molti olandesi e fu assai forte all'interno della città, anche se era costretta ad operare discretamente nelle Schuilkerken, le "chiese nascoste". Una di queste, Santa Gertrude, divenne in seguito la cattedrale principale dell'arcidiocesi vetero-cattolica di Utrecht.

#### Tempi moderni
Nel 1811, con la conquista napoleonica, la torre venne data in gestione al Comune di Utrecht.  Nel corso dei decenni successivi, inoltre, l'edificio conobbe una fase di declino; lo stato critico del duomo richiese alcuni lavori urgenti di manutenzione nel XIX secolo, ma una vera campagna di restauro avvenne solo nei primi anni del XX secolo, anche con l'obiettivo di restituire il duomo al suo stato originale. Il piedicroce, comunque, non venne mai ricostruito.

## Dimensioni
| Lunghezza totale esterna prima del crollo del piedicroce: 119 m |
| Lunghezza del transetto: 49 m                                   |
| Larghezza della navata centrale: 12,14 m                        |
| Altezza delle volte: 31,50 m                                    |
| Altezza del tetto: 41,60 m                                      |
| Larghezza della base della torre: 19,30 per 19,50 m             |
| Altezza della Torre: 112,32 m                                   |